# Шмидт, Иван Степанович
Иван Степанович Шмидт (29 октября [10 ноября] 1848, Мологский уезд, Ярославская губерния — 12 [24] декабря 1897, Москва) — статский советник, доктор медицины, почётный мировой судья, председатель Шуйского уездного Собрания, предводитель Шуйского уездного дворянства.

## Биография
Родился в Мологском уезде Ярославской губернии. Его дед Павлин Иванович Шмидт был шведским подданным и в 1811 году перешёл на русскую службу. Отец, Степан Павлинович, был капитаном, начальником Мологской инвалидной команды. Иван Шмидт в родстве с поэтом Константином Бальмонтом, доводился ему троюродным братом.
Обучался в Императорском Московском университете на отделении врачебных или медицинских наук. Будучи ещё студентом в 1871 году участвовал в ликвидации эпидемии холеры в Шуйском уезде. По окончании вуза поселился во Владимирской губернии — в усадьбе Пустошка близ д. Вантино Шуйского уезда.
В 1881 году Шуйское уездное земство избрало его в уездные, а затем в губернские гласные. В том же году стал почётным мировым судьёй, а в 1884 — председателем мировых судей Шуйского уезда.
В 1882 году защитил в Московском университете учёную степень доктора медицинских наук.
17 октября 1885 года избран предводителем Дворянского Шуйского уезда.
Иван Степанович Шмидт внёс большой вклад в социальное развитие Шуйского уезда, да и всей Владимирской губернии. По его требованиям были созданы специальные медицинские комиссии по изучению санитарно-медицинского состояния на фабриках и заводах губернии. При его участии осуществлялась реорганизация губернской земской больницы, где рабочие получали бесплатную медицинскую помощь. Он лично создавал психиатрическое отделение больницы. При его непосредственном участии было принято решение об обязательном страховании рабочих от несчастных случаев и компенсации за причинённые во время работы увечья. Им было создано Общество приютов за беспризорными детьми, построена церковь-школа для детей с трудной, криминальной биографией. В нескольких селениях Шуйского уезда его стараниями было устроены избы-читальни для сельских жителей.
Женат был на Александре Васильевне Каретниковой, дочери известного тейковского фабриканта, купца 1-й гильдии, мануфактур-советника Василия Степановича Каретникова (1829—1880). У них четверо дочерей: Юлия, Александра, Вера, Мария.
Умер 12 (24) декабря 1897 в возрасте 49 лет в Московской клинике и был похоронен в селе Алферьево Шуйского уезда. Отпевание прошло в храме святителя и Чудотворца Николая. Место упокоения И. С. Шмидта внесено в свод особо почитаемых в Российской империи Русский провинциальный некрополь, составителем которого был Великий князь Николай Михайлович (СПб.:1914).